# Magnum Photos
Magnum Photos – powstała w 1947 roku i istniejąca po dziś dzień agencja fotograficzna, cechująca się wielką różnorodnością stylu. Założycielami agencji byli fotografowie: Robert Capa, Henri Cartier-Bresson, George Rodger i David Chim Seymour, a pierwotny cel agencji stanowiło uniezależnienie fotografów od czasopism. Członkowie Magnum uważali, że fotografia ma moc kształtowania opinii publicznej.

## Misja[1]
Za główne zadanie, członkowie Magnum wyznaczyli sobie tworzenie fotograficznej kroniki świata, interpretacji ludzkich zachowań, wydarzeń, problemów i osobliwości. Poprzez cztery redakcje, mieszczące się w Nowym Jorku, Londynie, Paryżu i Tokio oraz sieć 15 sub-agentów, Magnum Photos dostarcza zdjęcia dla prasy, wydawnictw, reklamy, telewizji, galerii i muzeów na całym świecie.

## Archiwum
Archiwum Magnum Photos jest aktualizowane codziennie o nowe prace z całego świata. Poza wszystkimi fotografiami stworzonymi przez członków agencji, archiwum zawiera również kilka zbiorów specjalnych. Jest to łączny zbiór ponad miliona fotografii, z czego ponad 500 tysięcy zdjęć dostępnych jest online.
W archiwach zawarty jest materiał z większości najważniejszych światowych wydarzeń, począwszy od czasów wojny domowej w Hiszpanii. W zbiorach istnieją na bieżąco aktualizowane profile większości krajów świata, a tematyka archiwizowanych w nich materiałów obejmuje zarówno przemysł, ludność i społeczeństwo, jak i ciekawe miejsca, a także politykę, aktualne wydarzenia oraz konflikty i katastrofy. Zbiory Magnum Photos dotyczą niemal wszystkich aspektów życia na całym świecie i ukazują niebagatelną wizję, wyobraźnię oraz kunszt tego ogromnego kolektywu fotografów dokumentalistów.

## Członkowie-założyciele
- Robert Capa
- Henri Cartier-Bresson
- George Rodger
- David Chim Seymour

## Historia[2]

### Utworzenie agencji Magnum
Dwa lata po zakończeniu II wojny światowej, w 1947 roku, fotografowie Robert Capa, Henri Cartier-Bresson, George Rodger i David Chim Seymour założyli w Paryżu opierającą się na współpracy agencję Magnum Photos. Pierwotnym celem agencji było uniezależnienie jej członków od czasopism, gdyż to one posiadały prawa do zamawianych fotografii w latach 50. Pracujący dla Magnum fotografowie sprzedawali do druku wykonane wspólnie zdjęcia. Jednocześnie tworzyli długoterminowe projekty indywidualne finansowane częściowo dzięki sprzedaży prac z archiwum agencji. Biura znajdujące się w Nowym Jorku i Paryżu zlecały im relacjonowanie wydarzeń z całego świata.

### Wpływy
Wczesne fotografie tworzone przez członków założycieli Magnum wpisują się w powszechny w Europie zwrot ku humanizmowi, będący reakcją na okrucieństwa II wojny światowej. Jednak korzenie Magnum sięgają w przeszłość, do okresu międzywojennego. Capa, Cartier-Bresson i Seymour pracowali we Francji, gdy wybuchła hiszpańska wojna domowa. Capa i Seymour już wcześniej zmuszeni byli uciekać przed narastającym w Europie Wschodniej antysemityzmem. Zgodnie popierali walkę francuskiego Frontu Ludowego przeciwko faszyzmowi. To właśnie podczas wojny w Hiszpanii Capa zdobył sławę jako fotograf dzięki zdjęciu „Śmierć hiszpańskiego republikanina” (1936).

### Inicjatywy
Capa inicjował ambitne, zbiorowe projekty fotograficzne, takie jak np.:
- Generation X,
- People are people the World Over - praca zbiorowa, za którą już w 1947 roku płaci agencji czasopismo Ladies's Home Journal.

### George Rodger
George Rodger poznał Capę w Neapolu, podczas natarcia aliantów w 1943 roku, gdy obydwaj pracowali dla pisma Life. Brytyjczyk Rodger wsławił się zdjęciami nalotów na Wielką Brytanię (Blitz). Sfotografował również obóz koncentracyjny Bergen-Belsen, co okazało się tak silnym przeżyciem, że porzucił fotografię wojenną. Po wojnie podróżował do Afryki i na Bliski Wschód, fotografując przyrodę i ludzi. (np. fot.:Nubijczycy).

### Henri Cartier-Bresson
Bresson po II wojnie światowej wybrał się w podróż do Indii i Azji, gdzie był świadkiem między innymi szału wykupowanie złota w Szanghaju w 1948 roku, przy tej okazji zrobił jedno ze swoich najbardziej znanych zdjęć, pt.: „Sprzedaż złota” albo „Sprzedaż złota w ostatnich dniach Kuomintangu”. W tym samym roku Cartier-Bresson udokumentował wystawienie zwłok Mohandasa Karamchanda Mahatmy Gandhiego i jego pogrzeb.

### Nowi członkowie
- Jako pierwszy do agencji Magnum dołączył w 1949 roku szwajcarski fotograf Werner Bischof. Podobnie jak założyciele Magnum, Bischof uważał, że fotografia ma moc kształtowania opinii publicznej. Unikał szukania taniej sensacji i powierzchowności cechującej, jego zdaniem, rynek czasopism. Jego szydercze zdjęcie, znane jako Sępy na polu bitwy (Keasong, Korea Południowa), ukazuje przepychankę, której był świadkiem, gdy skierował obiektyw na innych fotografów relacjonujących wojnę koreańską. Zdjęcie to ujawnia cień pogardy Bischofa do własnej profesji.

- W 1950 roku do agencji Magnum dołącza kolejny fotograf - pochodzący z Austrii Ernst Haas (1921-1986).
- W 1951 roku do agencji dołącza Eve Arnold (1912-2012), a pełnoprawnym członkiem zostaje w 1957 roku.

### Członkostwo Magnum
W początkach istnienia Magnum Photos członkowie tacy jak Cartier-Bresson i George Rodger zapraszali fotografów, by dołączyli do agencji jako wolni strzelcy lub współpracownicy. Ian Berry wspomina:
Mimo że istniała procedura mówiąca, co zrobić, by zostać przyjętym, tak naprawdę należało dostać akceptację Henriego. W tym celu należało pójść do znajdującego się pod agencją Magnum bistro i pozwolić mu obejrzeć fotki.
W miarę rozrastania się agencji proces przyjmowania nowych członków zaczął wymagać przeprowadzania bardziej oficjalnych rekrutacji i z czasem coraz bardziej się formalizował (zobacz niżej - akapit rekrutacja).

### Różnorodność tematów
Pierwsi członkowie Magnum nie tylko rejestrowali ważne wydarzenia historyczne, ale również fotografowali znaczące postaci kultury popularnej. Między misjami fotografii wojennej Capa znajdował czas, by tworzyć portrety znanych przyjaciół, np. zdjęcie artysty Pabla Picassa osłaniającego parasolem swą muzę i kochankę Francoise Gilot na plaży Golfe-Juan we Francji (Pablo Picasso i Francoise Gilot, 1948). W czasie rozrastania się agencji Magnum i poszerzania jej przedstawicieli o kolejnych fotografów, a także pod wpływem historii, liczba tematów obieranych przez agencję również rosła, obejmując coraz więcej dziedzin życia, tj: przemysł, ludność i społeczeństwo, ciekawe miejsca, politykę, aktualne wydarzenia, konflikty, katastrofy itp.

### Specyfika
Agencja Magnum stanowi swoisty mikrokosmos, na przykładzie którego można by obserwować przemiany zachodzące w praktyce fotograficznej. Gdy w latach 60. czasopisma ilustrowane zaczęły publikować fotografie barwne, wielu z fotografów Magnum poszło tym śladem i zaczęło robić zdjęcia w kolorze. W latach 60. i 70. najważniejszym środkiem rozpowszechniania wiadomości stała się telewizja, więc członkowie agencji zaczęli eksperymentować z obrazem ruchomym. Agencja rozrastała się i rozrasta dalej, przyjmując nowych członków - aż do dziś jej fotografowie reprezentują różne style w fotografii dokumentalnej.

## Styl Magnum
Wiele mówi się o relacjach między dziennikarstwem a sztuką w pracach tworzonych przez agencję Magnum. Przemyślane i opanowane fotografie Cartiera-Bressona kontrastują z niedoskonałym i bezpośrednim stylem Capy. Każdego z członków agencji odróżnia od pozostałych indywidualna technika i własne podejście do fotografowanych tematów. Nie ograniczają się oni do tworzenia w jednym, określonym z góry, przedziale estetycznym, każdy fotograf Magnum zachowuje i pielęgnuje swój osobisty styl. Jednocześnie wszyscy członkowie agencji opowiadają historię, wykorzystując tradycyjną narrację reportażu, budowaną na obrazach podążających za rozwojem wydarzeń.

## Rekrutacja[1]
Aktualnie fotografowie Magnum wraz z zarządem agencji zbierają się co roku na spotkaniu generalnym i oceniają złożone zestawy prac. Proces rekrutacji w wygląda następująco:
- Nominacja - Fotograf, którego portfolio zostaje zaakceptowane, zyskuje tzw. nominację.
- Członek - Po dwóch latach nominowani składają kolejne zestawy prac i jeżeli zostaną one zaakceptowane, otrzymują status członka.
- Pełne członkostwo - po dwóch kolejnych latach członkowie ponownie prezentują swoje portfolia, a pełne członkostwo otrzymują dzięki przewadze głosów wynoszącej przynajmniej 60%. Funkcja jest dożywotnia, a fotograf zostaje współudziałowcem i członkiem zarządu.

## Członkowie Magnum[1]
| - Abbas - Antoine d'Agata - Christopher Anderson - Eve Arnold - Olivia Arthur - Jacob Aue Sobol - Micha Bar Am - Bruno Barbey - Jonas Bendiksen - Ian Berry - Werner Bischof - Matt Black - Michael Christopher Brown - Rene Burri - Cornell Capa - Robert Capa - Henri Cartier-Bresson - Chien-Chi Chang - Bruce Davidson - Carl De Keyzer - Raymond Depardon - Bieke Depoorter - Carolyn Drake | - Thomas Dworzak - Nikos Economopoulos - Elliott Erwitt - Martine Franck - Stuart Franklin - Leonard Freed - Paul Fusco - Cristina Garcia Rodero - Jean Gaumy - Bruce Gilden - Burt Glinn - Jim Goldberg - Philip Jones Griffiths - Harry Gruyaert - Philippe Halsman - Erich Hartmann - David Alan Harvey - Tim Hetherington - Thomas Hoepker - Sohrab Hura - David Hurn - Richard Kalvar - Josef Koudelka | - Hiroji Kubota - Sergio Larrain - Guy Le Querrec - Erich Lessing - Herbert List - Lu Nan - Alex Majoli - Constantine Manos - Peter Marlow - Steve McCurry - Susan Meiselas - Lorenzo Meloni - Rafał Milach - Wayne Miller - Inge Morath - Trent Parke - Martin Parr - Paolo Pellegrin - Gilles Peress - Max Pinckers - Gueorgui Pinkhassov - Mark Power - Raghu Rai - Eli Reed - Miguel Rio Branco | - George Rodger - Moises Saman - Alessandra Sanguinetti - Ferdinando Scianna - Jerome Sessini - David Seymour - Marilyn Silverstone - W. Eugene Smith - Alec Soth - Chris Steele-Perkins - Dennis Stock - Mikhael Subotzky - Newsha Tavakolian - Nicolas Tikhomiroff - Larry Towell - Peter van Agtmael - John Vink - Alex Webb - Donovan Wylie - Patrick Zachmann |